# Oratorio di San Francesco d'Assisi (Taleggio)
L'oratorio di San Francesco d'Assisi è il principale luogo di culto cattolico della località Grasso contrada di Taleggio in provincia e diocesi di Bergamo. La chiesa è sussidiaria della parrocchia di Sant'Ambrogio Dottore in Pizzino, appartenente al vicariato di San Giovanni Bianco-Sottochiesa, nella comunità ecclesiale territoriale Valle Brembana.

## Storia
L'edificio, collocato al limitare della contrada del Grasso, nei pressi di Pizzino, venne costruito 1758 ma rimase incompiuto a causa di una controversia tra gli abitanti del borgo e il parroco di allora Don Luigi Biava Salvioni, a causa della costruzione del campanile della chiesa Parrocchiale successivamente terminato nel 1778. La chiesa rimase adibita a magazzino per 177 anni a disposizione dei mandriani che si recavano in alpeggio durante i mesi estivi. L'edificio, che intanto era diventato di proprietà del comune di Taleggio, venne donato alla Fabbriceria parrocchiale dal podestà Giacomo Bellaviti nel 1935. Consacrato il 3 di agosto dello stesso anno venne abbellito dalla pala d'altare dipinta da Vittorio Manini raffigurante San Francesco d'Assisi con il lupo e l'agnello. Per l'occasione sulla facciata esterna sono state poste due lapidi a memoria di 25 caduti pizzinesi periti durante le guerre mondiali.

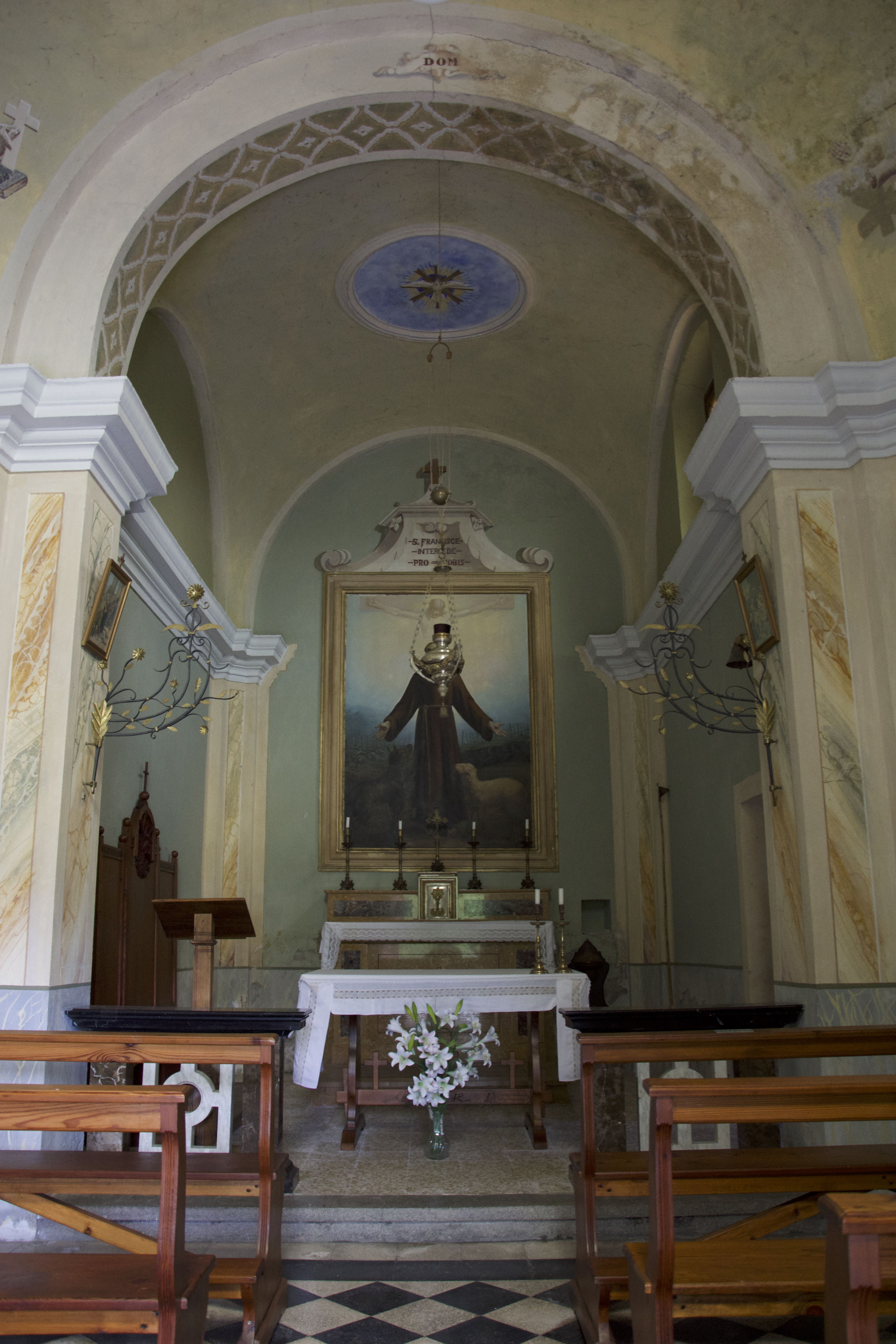
L'interno della chiesa

## Descrizione

### Esterno
L'edificio è caratterizzato dall'orientamento secondo lo schema liturgico tradizionale. Il sagrato è costituito da un prato erboso fatta eccezione per il passaggio pedonale a ridosso dell'ingresso in porfido ad opus incertum. La facciata è rivestita di intonaco e presenta un basamento con finitura a crespone. Due lesene laterali sorreggono il timpano triangolare. Il portale, ornato con modanature, presenta una cornice e una finestra sovrastante. Il piccolo campanile, collocato all'incrocio tra navata e presbiterio, si erge sulla falda destra del tetto.

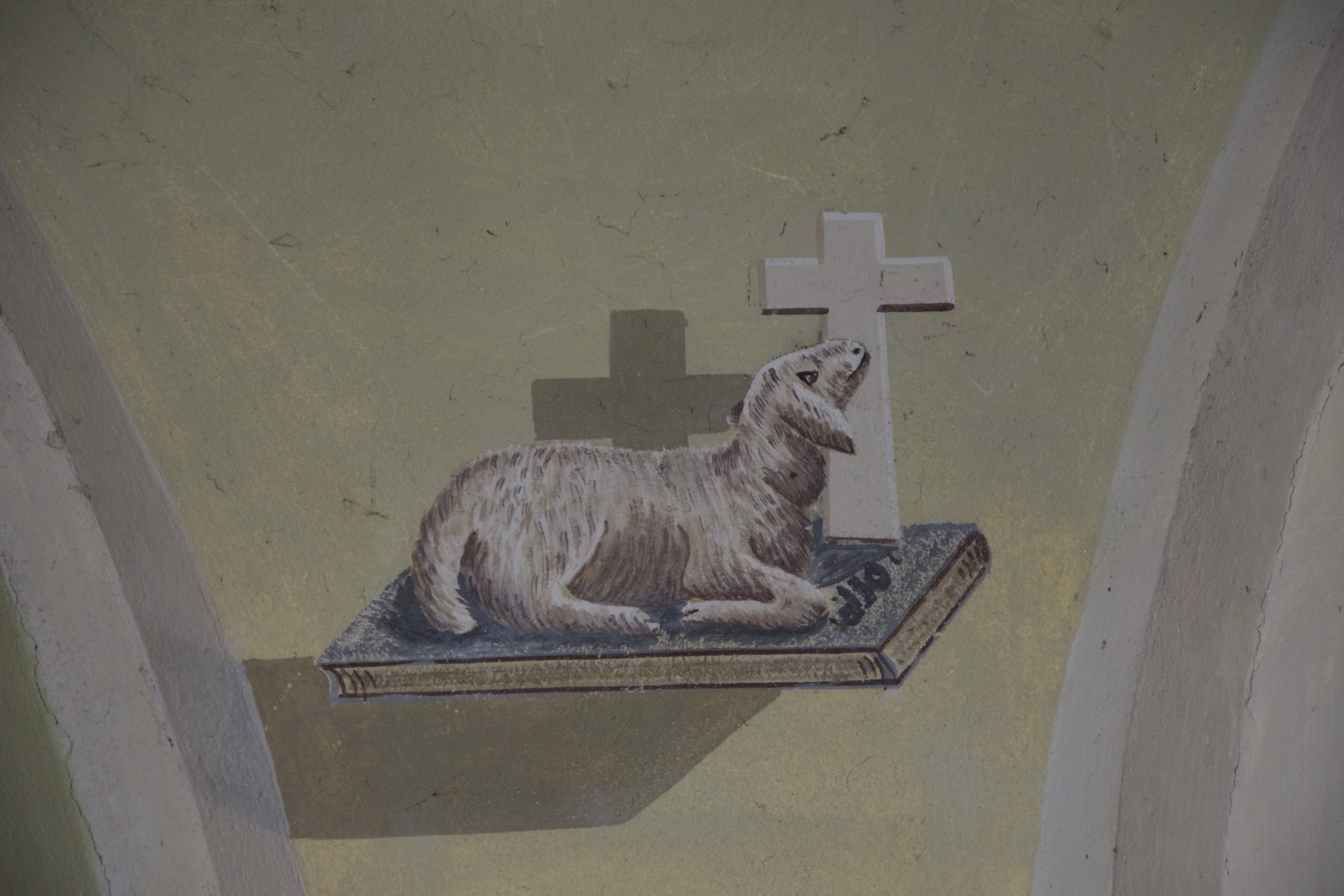
L'affresco raffigurante l'Agnus Dei

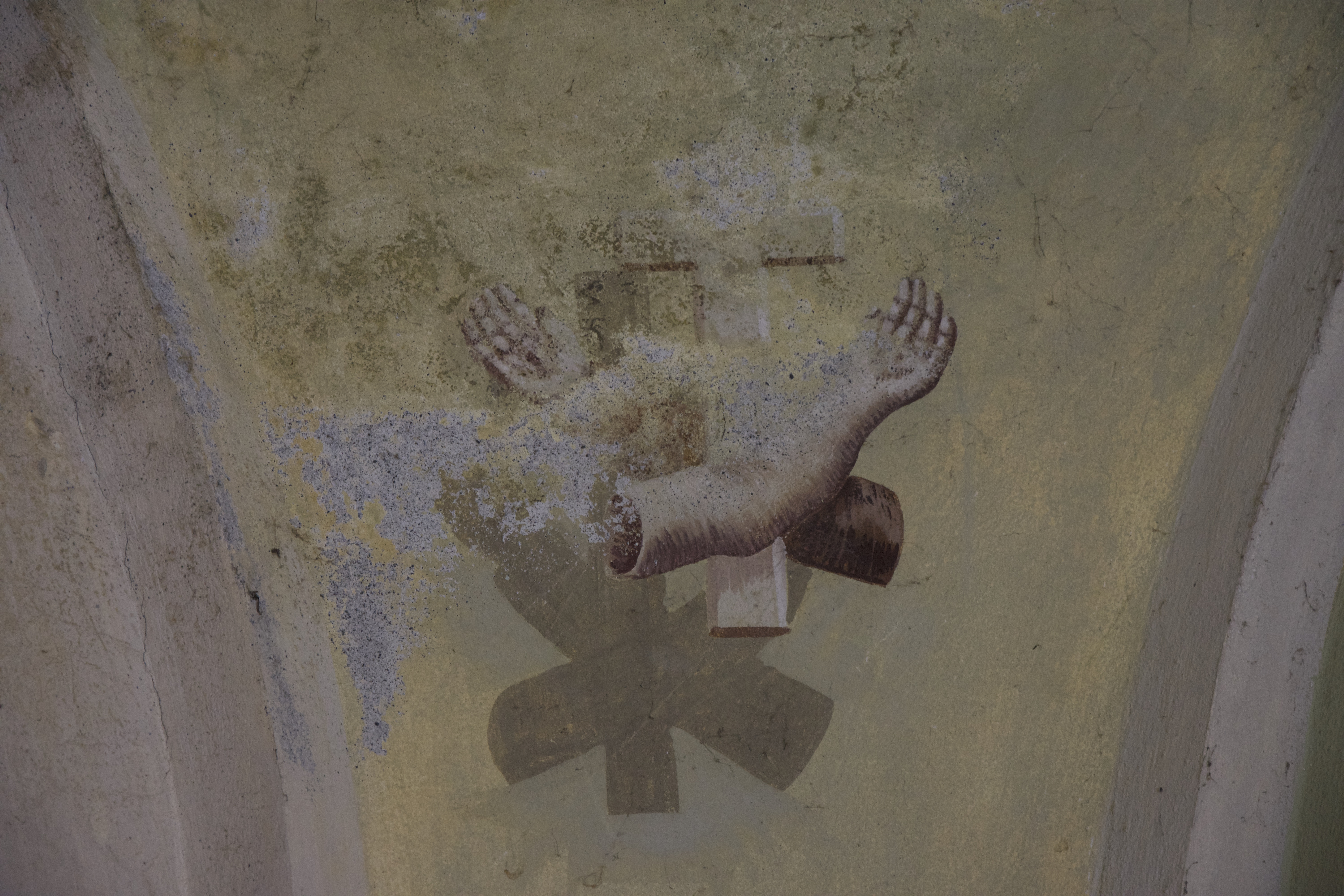
L'affresco raffigurante l'effige Francescana

### Interno
La struttura interna dell'edificio presenta una navata unica, caratterizzata dalla presenza di stazioni della Via Crucis sulle pareti. La copertura della navata è a vela. La lunetta di sinistra ospita una finestra cieca, mentre quella di destra ospita una vera finestra. La zona prossima alla controfacciata presenta, sulla sinistra, il fonte battesimale risalente alla primitiva parrocchiale e, sulla destra, un confessionale. Il presbiterio, caratterizzato da una pianta quadrata, è più stretto e basso rispetto alla navata, risulta rialzato di un gradino. Protetto da una balaustrata risulta coperto da una volta a vela e illuminato da una finestra decorata da una mostra con volute, posizionata nella lunetta di destra.
Sulla superficie della volta a crociera, è possibile osservare dei dipinti murali realizzati con la tecnica pittorica delle tempera al latte, raffiguranti sulla sinistra dell'osservatore, un'immagine dell'Agnus Dei, mentre sulla destra il Simbolo francescano.
Inoltre, sulla volta a botte, la quale separa i due ambienti dell'edificio, è presente una decorazione geometrica policroma sormontata da un cartiglio che contenente l'epigrafe "Deo Optimo Maximo". 
Sulla parete posta sul lato opposto alla controfacciata, è presente il pregevole dipinto realizzato dall'artista bergamasco Vittorio Manini nell'anno 1935. L'opera raffigura San Francesco d'Assisi nell'atto di raccogliere le sofferenze dei soldati nelle trincee della prima guerra mondiale e offrirle a Cristo in croce. La composizione artistica presenta ai lati del santo anche la presenza del lupo e l'agnello, che rimandano alla leggenda del "Lupo di Gubbio" e dell'amore per gli ovini secondo San Francesco.